# 巴克利高原
巴克利高原（Barkly Tableland）是澳大利亞北領地的一個高原地區，位於北領地東部，靠近昆士蘭州西部Australia and covers。巴克利高原也是北領地的五個區域之一，占地面积约283,648 km2，相当于北領地21%的面積。這一地名來自於亨利·巴克利爵士。

## 外部連結
- Barkly Tablelands info （页面存档备份，存于）
- . Queensland Places. Centre for the Government of Queensland, University of Queensland.   [2016-09-15]. （原始内容存档于2015-06-05）.